# Cavalletto (Ocre)
Cavalletto è una frazione del comune di Ocre in provincia dell'Aquila. Ad oggi Cavalletto conta unitamente alla frazione di Valle D'Ocre una popolazione di circa 600 abitanti.

## Storia
La sua origine è molto antica, ma risulta documentata solo ai primi del XVI secolo quando viene menzionata come "villa Cavallitti di Ocre".

## Monumenti e luoghi d'interesse
Nel paese si trova la chiesa di san Rocco. Le fonti del XVI secolo la indicano con il nome di Santa Maria della Pietà e precedentemente venne indicata come chiesa della Carità o dello Spasimo. La facciata è caratterizzata da un portale settecentesco, mentre sull'altare si trova una tela del 1757 raffigurante la Deposizione di Cristo.